# Kooperationsmechanismen nach Artikel 6 des Übereinkommens von Paris
Der Artikel 6 des Übereinkommens von Paris ermöglicht es den Vertragsstaaten, bei der Umsetzung ihrer nationalen Beiträge zu kooperieren. Somit können unter anderem Emissionsminderungen zwischen Staaten übertragen werden, welche auf nationale Klimaschutzziele anrechenbar sind. Der Einigung auf Artikel 6 waren intensive, mehrjährige Verhandlungen vorausgegangen.

## Übergeordnete Zielsetzung von Artikel 6
Die freiwillige Kooperation zwischen Staaten, welche mit Artikel 6 des Übereinkommens von Paris ermöglicht wird, soll mehreren Zielen dienen. Diese werden im Folgenden kurz erläutert.

### Ambitionssteigerung
Die internationale Zusammenarbeit unter Artikel 6 soll zu einer Steigerung der Ambition führen. Mit Blick auf den Klimaschutz wird darunter im Allgemeinen verstanden, dass die Kooperation ehrgeizigere Klimaschutzziele bei den beteiligten Vertragsstaaten ermöglicht. Hervorzuheben ist dabei, dass das Konzept der Ambitionssteigerung im Übereinkommen von Paris nicht auf den Schutz des Klimas begrenzt ist, sondern auch auf Maßnahmen und Ziele zur Anpassung an die sich bereits heute vollziehenden Veränderungen des Klimas bezogen wird.

### Förderung der Nachhaltigen Entwicklung
Die Kooperationsmechanismen sollen Nachhaltige Entwicklung fördern. Zwar steht die Vermeidung von Treibhausgasemissionen im Mittelpunkt, andere Nachhaltigkeitsdimensionen müssen jedoch ebenfalls adressiert werden.

### Förderung der Umweltintegrität
Die Kooperationsmechanismen müssen darüber hinaus die Umweltintegrität der Austauschprozesse sicherstellen. Das bedeutet, dass die Mechanismen nicht dazu genutzt werden dürfen, ambitionierten Klimaschutz in den beteiligten Staaten zu umgehen. So darf beispielsweise die Übertragung von Emissionsminderungen von einem Land in ein anderes nicht dazu führen, dass der Klimaschutz in den beiden Ländern geringer ausfällt als in Abwesenheit dieser Kooperation.

## Drei Ansätze für internationale Kooperation
Das Übereinkommen von Paris bietet drei Möglichkeiten, mit denen Staaten auf freiwilliger Basis international zusammenarbeiten können.

### Artikel 6.2: „Cooperative Approaches“
Artikel 6.2 ermöglicht es Staaten, direkt und ohne Verwendung eines internationalen Mechanismus miteinander zu kooperieren. So können Minderungsmaßnahmen in einem Land umgesetzt werden und die daraus resultierenden Minderungsleistungen in ein anderes Land übertragen und dort mit dem nationalen Klimaschutzziel verrechnet werden.
Neben der Förderung von nachhaltiger Entwicklung und der Sicherstellung der Umweltintegrität erfordert die Nutzung von Art. 6.2 transparente Verfahren und eine korrekte Verrechnung der Minderungsleistung. Letztere Anforderung soll ausschließen, dass Emissionsreduktionen mehrmals gezählt werden – beispielsweise sowohl in der Klimabilanz des Landes, in dem die Klimaschutzmaßnahme stattfindet, als auch in dem Land, das die Minderungsleistungen importiert hat.
Konkrete Anwendung könnte Artikel 6.2 finden, indem nationale oder regionale Instrumente wie das europäische Emissionshandelssystem mit vergleichbaren Systemen verknüpft werden, um einen gemeinsamen grenzüberschreitenden Kohlenstoffmarkt zu schaffen. Auch nationale oder bilaterale gutschriftenbasierte Systeme, die außerhalb der UNFCCC angesiedelt sind, könnten unter Artikel 6.2 Anwendung finden. Für die Nutzung dieser Kooperationsform wurde in Paris ein Arbeitsprogramm zur Erstellung von Leitlinien beschlossen.

### Artikel 6.4: Der Klimaschutz- und Nachhaltigkeitsmechanismus
Eine weitere Möglichkeit zur internationalen Kooperation besteht in der Nutzung des neu geschaffenen „Mechanismus zur Vermeidung von Treibhausgasemissionen und zur Förderung nachhaltiger Entwicklung“ (Artikel 6.4). Im Gegensatz zu den Instrumenten, die bei der direkten zwischenstaatlichen Kooperation genutzt werden, wird dieser Mechanismus durch ein von der Vertragsstaatenkonferenz beauftragtes Gremium (Supervisory Body) beaufsichtigt. Darüber hinaus wird die Vertragsstaatenkonferenz Regeln, Vorgehensweisen und Verfahren verabschieden, die bei Durchführung von Aktivitäten unter Artikel 6.4 berücksichtigt werden müssen. Die Ausgestaltung und Umsetzung von Klimaschutzmaßnahmen sowie die Überprüfung der erzielten Ergebnisse sollen somit nach einheitlichen Vorgaben ablaufen. Wie bei zwischenstaatlichen Kooperationen unter Artikel 6.2 können die durch diesen Mechanismus erzielten Minderungsleistungen von dem Land, in dem sie realisiert wurden, in ein anderes Land transferiert und mit dem dortigen Klimaschutzziel verrechnet werden.
Diese Aktivitäten sollen, wie die anderen Kooperationsformen unter Artikel 6 auch, zur Steigerung der Ambition beitragen und Nachhaltige Entwicklung fördern. Eine Besonderheit des Mechanismus unter Art. 6.4 ist das explizite Ziel, zu globalen Emissionsminderungen beizutragen (Art. 6.4 (d). Die Aktivitäten unter Artikel 6.4 sollen also kein reines Nullsummenspiel sein, wie dies noch bei dem Vorgängermechanismus Clean Development Mechanism der Fall war, sondern in der globalen Bilanz eine absolute Senkung der Treibhausgasemissionen zum Ergebnis haben.
Eine weitere Besonderheit des Mechanismus ist dessen Ziel, auch Akteure des Privatsektors an Klimaschutzaktivitäten zu beteiligen (Art. 6.4 (b)). Hierfür sollen geeignete Anreize gesetzt werden. Somit werden auch nicht-staatliche Akteure die Möglichkeit erhalten, den unter Artikel 6.4. etablierten Mechanismus zu nutzen.

### Artikel 6.8: Nicht-marktbasierte Ansätze
Als dritte Option wurde unter Artikel 6.8 die Möglichkeit zur Nutzung nicht-marktbasierter Ansätze geschaffen. Wie der Name deutlich macht, werden marktbasierte Klimaschutzinstrumente hier keine Rolle spielen.
Während bei den beiden anderen Ansätzen die Zusammenarbeit im Klimaschutz im Mittelpunkt steht, ist das Spektrum der möglichen Kooperationen unter Art 6.8 deutlich breiter und beinhalten neben Klimaschutz und Anpassung auch den Bereich Technologietransfer und Maßnahmen zum Kapazitätsaufbau. Die genaue Funktionsweise dieser Ansätze soll in den kommenden Jahren durch die Ausarbeitung eines „Rahmenwerks für nichtmarktbasierte Ansätze“ noch festgelegt werden.

## Auf dem Weg zur Umsetzung: offene Fragen und laufende Verhandlungen
In Paris einigten sich die Vertragsstaaten auf den groben Rahmen und die Zielsetzung der Kooperationsmechanismen. Die Umsetzung dieser Ziele und die genaue Funktionsweise der Mechanismen ist jedoch weiterhin unklar und Gegenstand der laufenden UN-Klimaverhandlungen. Diese sind gekennzeichnet durch unterschiedliche politische Positionen sowie zahlreiche offene technische und konzeptionelle Fragen.

### Offene Fragen
Eine zentrale Frage bezieht sich auf das Ausmaß, in dem die unter Artikel 6 laufenden Aktivitäten reglementiert und überwacht werden sollen. Während einige Staaten (u. a. Brasilien, EU) dafür plädieren, dass auch die unter Artikel 6.2 laufenden Aktivitäten an strenge Regeln gebunden sind und von einer zentralen Institution überwacht werden, sprechen sich Andere (u. a. Japan, China, Indien) für mehr Flexibilität aus.
Unterschiedliche Sichtweisen bestehen auch hinsichtlich des Geltungsbereichs des Klimaschutz- und Nachhaltigkeitsmechanismus unter Art. 6.4: Während sich einige Staaten, darunter Brasilien, eine Fortführung des projektbasierten Ansatzes aus dem CDM wünschen, setzen sich Andere für einen breiteren Ansatz ein, der auch Programme und sektorale Ansätze umfasst.
In anderen Bereichen mangelt es hingegen an konzeptioneller Klarheit: So wird weiterhin diskutiert, was das Konzept der nicht-marktbasierte Ansätze tatsächlich umfasst, und wie es von bereits bestehenden Kooperationsmöglichkeiten abgegrenzt werden kann. Hier war in den Verhandlungen zuletzt ein gewisser Fortschritt zu verzeichnen, indem Beispiele für die Maßnahmen identifiziert wurden, die unter einem solchen Rahmen profitieren können, darunter die Abschaffung von Subventionen für fossile Brennstoffe.
Neben diesen Fragen werfen andere Bereiche technische Fragen auf. Hierunter fällt auch die Etablierung von Regeln zur robusten Verrechnung der transferierten Minderungsleistungen. Die Vielfalt der von den Vertragsstaaten eingereichten nationalen Minderungsziele stellt diesbezüglich eine Herausforderung dar: Um zu verhindern, dass übertragene Emissionsreduktionen mehrmals gezählt werden und die Umweltintegrität des PA untergraben wird, müssen jene Reduktionen, die exportiert und von einem anderen Land zur Zielerreichung genutzt werden, vom nationalen Emissionsbudget des Exportlandes abgezogen werden. Wenn die beteiligten Staaten jedoch unterschiedliche nationale Minderungsziele haben, beispielsweise unterschiedliche Zieljahre, ist eine solche robuste Verrechnung unter Umständen nicht möglich. Diese und weitere technische Fragen gilt es zu klären, bevor die Mechanismen umgesetzt werden können.

### Ausblick
Nach Verabschiedung des Übereinkommens von Paris gilt es nun, die Details zur Ausgestaltung der Kooperationsmechanismen festzulegen. Auf der Klimakonferenz in Marrakesch 2016 tauschten die Vertragsstaaten in erster Linie ihre Sichtweisen hinsichtlich der Rolle von Art. 6 aus und es wurden jene Bereiche identifiziert, in denen bereits Einigkeit besteht und wo noch ein gemeinsamer Standpunkt gefunden werden muss. Ein zentrales Element dieses Prozesses ist die Möglichkeit für Vertragsstaaten, ihre Position in Form von Einreichungen (submissions) an die UNFCCC darzulegen. Nach einer ersten Runde zur Einreichung dieser Positionspapiere im Vorfeld der COP22 wurde in Marrakesch eine weitere Einreichungsrunde vereinbart, die als Grundlage der nächsten Verhandlungsrunde auf den Zwischenverhandlungen in Bonn dienen soll. Die Beiträge zeigten ein breites Spektrum an Ansichten, die die Verhandlungen zu diesem Thema auf der UN-Klimakonferenz in Bonn im November 2017 in Frage stellten.  Obwohl auch nach den Verhandlungen weiterhin zahlreiche Kontroversen und offene Fragen bestehen, so liegen nun alle Vorschläge in schriftlicher, strukturierter Form vor, was als Fortschritt angesehen werden kann. Auf dieser Grundlage soll nun bis zum Frühling 2018 ein Vorschlag für einen konsolidierten Text erarbeiten werden der die Verhandlungen einen deutlichen Schritt weiterbringen könnte.
Der hierfür zur Verfügung stehende Zeitrahmen ist knapp: In Marrakesch wurde beschlossen, dass das Regelwerk (rulebook) des Übereinkommens von Paris auf der COP 24 Ende 2018 verabschiedet werden soll.